# John Addison (compositor)
John Addison (Londres vers el 1766 - Idem. 30 de gener, 1844), fou un compositor anglès, contrabaixista.

## Biografia
Fill d'un mecànic. Des de petit, va mostrar talent musical, aprenent a tocar l'harmònic, la flauta, el fagot i el violí.
El 1753 es va convertir en membre de la "". Durant molts anys va tocar el contrabaix en òpera i concerts. Va ser un professor de cant reeixit.

## Treballs
Es va fer famós per diverses de les seves òperes posades en escena al "Royal Covent Garden" i al "Lyceum Theatre", les més reeixides de les quals van ser Sleeping Beauty (1805) i Russian Impostor (1809).
Autor de sis operetes que van ser molt populars a la seva època, com ara "Sacred Drama", "Elijah and Songs" i música vocal popular en el gènere glee ("Glees").
El 1836 va publicar un llibre: una guia per cantar "Cantant pràcticament tractat en una sèrie d'instruccions". La seva cançó "The Woodland Maid" es va incloure entre setze cançons estàndard en anglès a les Standard English Songs de W. A. Barrett.